# Polystichum ohtanii
Polystichum ohtanii är en träjonväxtart som beskrevs av Kurata. Polystichum ohtanii ingår i släktet Polystichum och familjen Dryopteridaceae. Inga underarter finns listade.